# Museu d'Oltènia
El Museu d'Oltenia (en romanès: Muzeul Olteniei) és un museu multidisciplinari a la ciutat de Craiova, Oltènia (Romania).
La secció d'arqueologia del museu es va fundar l'1 d'abril de 1915. La secció d'història natural es va fundar el 1923 i el museu tal com està estructurat avui es va establir el 1928.
El museu es divideix en tres seccions ubicades en edificis separats: etnografia, història / arqueologia i història natural. La col·lecció es basa en donacions fetes el 1908.
L'edifici del carrer Matei Basarab data del segle xv i és un dels més antics de la ciutat. Allotja les exposicions d'etnografia. L'edifici del carrer Popa és la ubicació de la secció d'història natural i també una botiga de ceràmica tradicional. L'edifici del carrer Madona Dudu acull les exposicions d'arqueologia i història, inclosa una nova ala. El museu és una atracció turística important a Craiova.
El museu està ubicat en una antiga escola de noies; l'edifici data del 1905 i està catalogat com a monument històric pel Ministeri de Cultura i Afers Religiosos de Romania.